# Gorodec
Gorodec (anche traslitterata come Gorodets o Gorodetz) è una cittadina della Russia europea centro-orientale, situata nell'oblast' di Nižnij Novgorod, 53 km a nordovest del capoluogo sulla sponda sinistra del fiume Volga di fronte a Zavolž'e, nonché capoluogo del Gorodecskij rajon.

## Società

### Evoluzione demografica
| 1897  | 1926   | 1939   | 1959   | 1970   | 1979   | 1989   | 2002   | 2007   |
| ----- | ------ | ------ | ------ | ------ | ------ | ------ | ------ | ------ |
| 7 000 | 11 200 | 16 100 | 27 000 | 34 200 | 35 700 | 34 200 | 32 422 | 31 500 |

## Storia
La cittadina ha origine antiche, risalendo al XII secolo, ad opera del principe Jurij Dol'gorukij, fondatore di Mosca; a Gorodec, inoltre, morì un altro importante personaggio russo, vale a dire Aleksandr Nevskij.

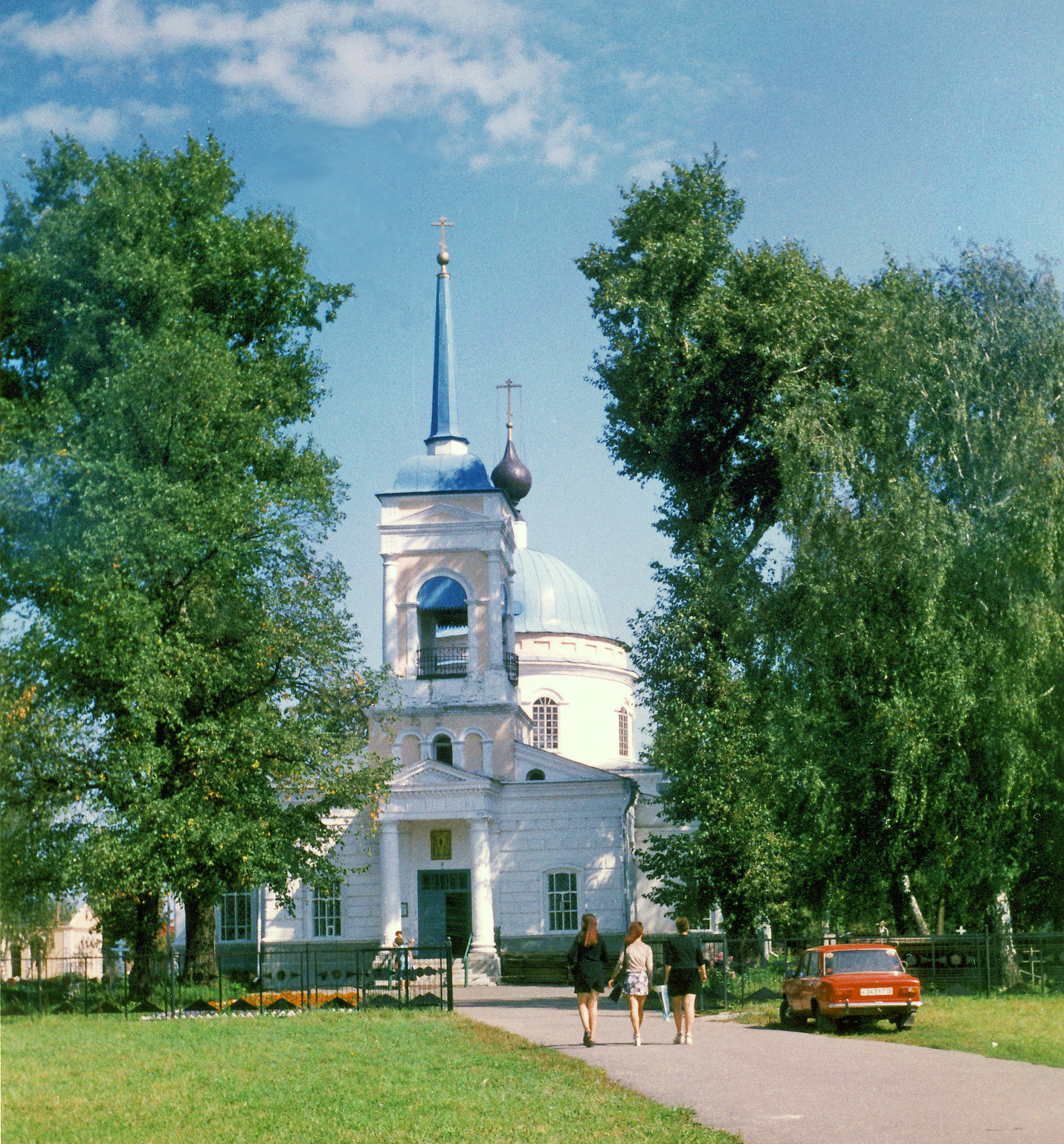
La chiesa della Madonna di Kazan.

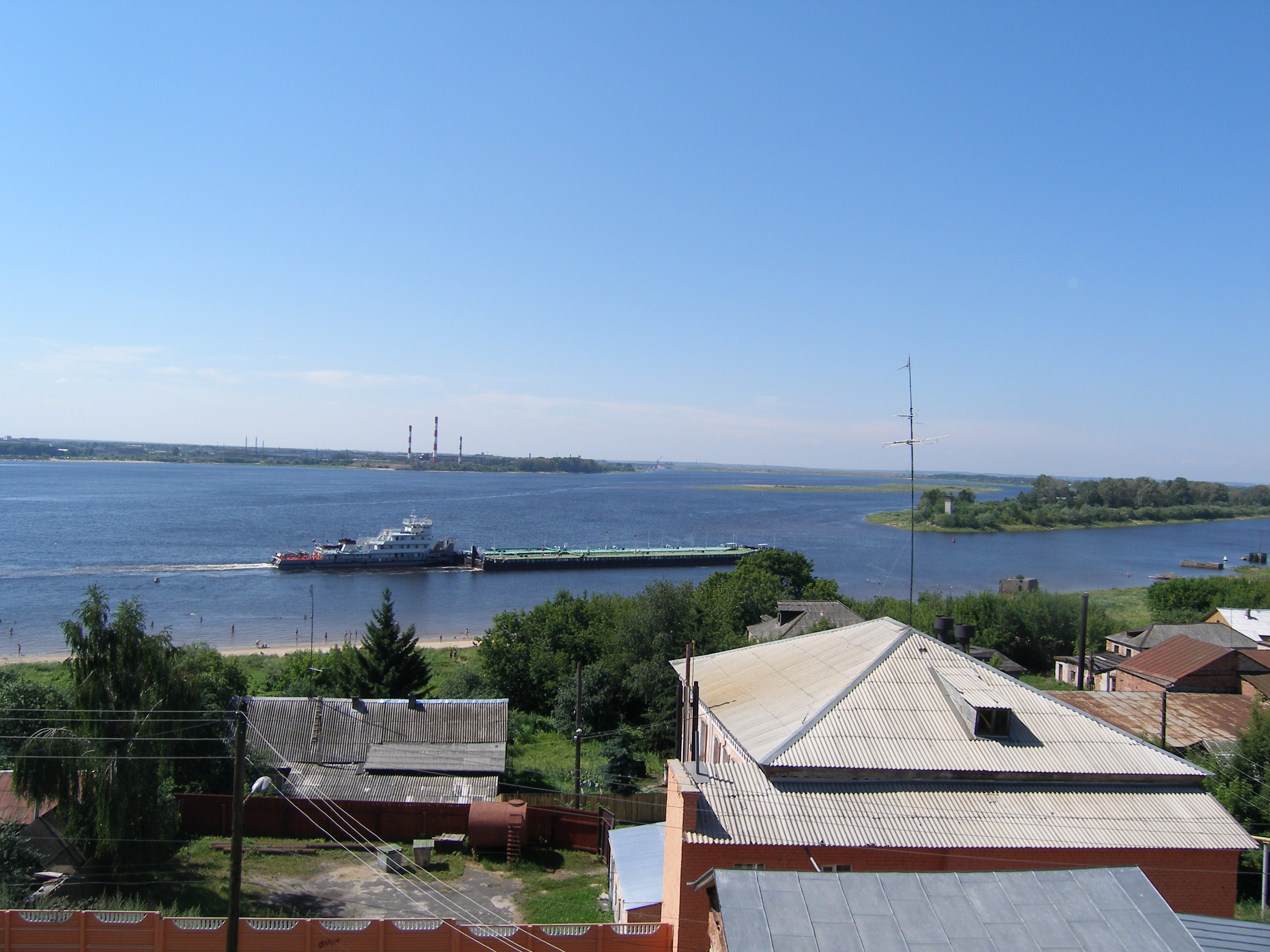
Veduta della città.